# Casa del Pueblo (Yucatán)

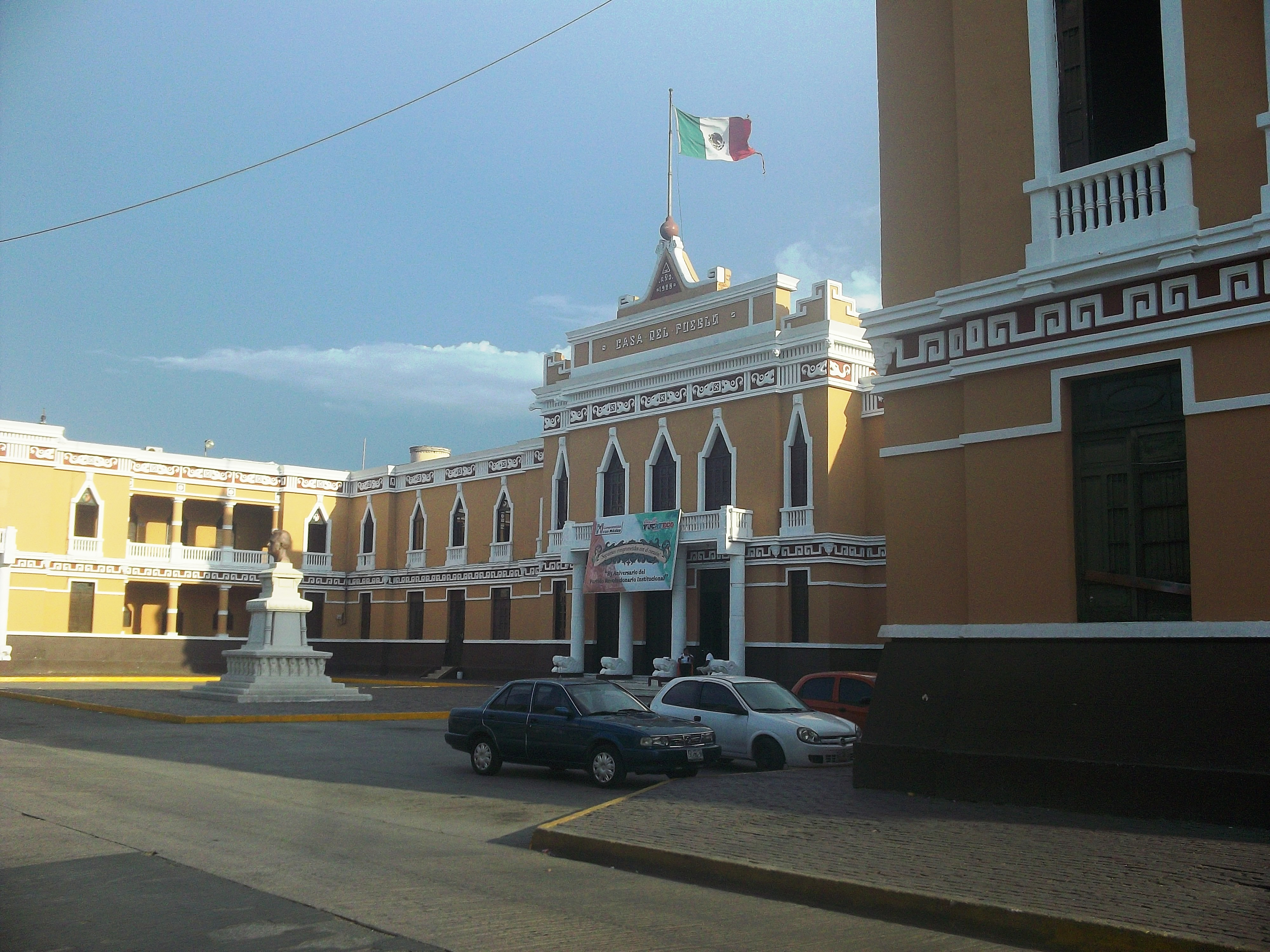
Casa del Pueblo.

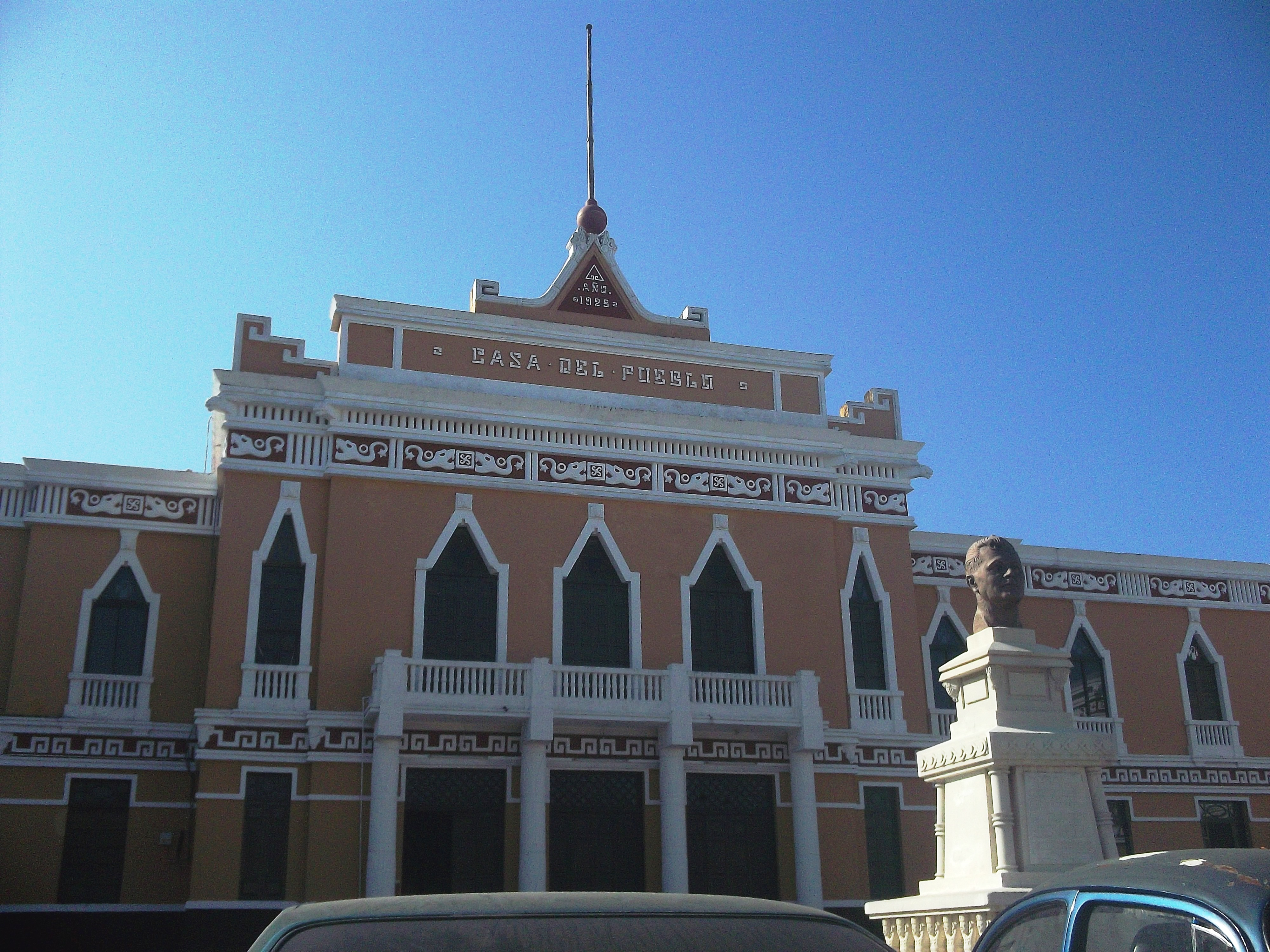
Casa del Pueblo.

La Casa del Pueblo es un edificio representativo de la arquitectura de una época en la Mérida, Yucatán de principios del siglo XX. Se trata de un ejemplo de la arquitectura neomaya en Yucatán, México.

## Origen
Inaugurado el primero de mayo de 1928, se encuentra ubicado en el barrio de La Mejorada, al oriente de la plaza principal de Mérida. Este importante edificio es obra del arquitecto italiano Ángel Bachini (1861-1948), quien en 1926 ganó el concurso organizado por el entonces gobernador Álvaro Torre Díaz, para tal efecto.

## Contexto
Aunque su emplazamiento urbano, esquema y composición generales corresponden claramente a los modelos del neoclásico francés, la ornamentación y las características de sus elementos formales presentan reminiscencias prehispánicas, mayas y toltecas.
Esta combinación de criterios nos remite también a la arquitectura ecléctico-académica de finales del XIX y principios del XX, aun cuando las características técnicas y funcionales son ya claramente modernas.

## Características
Su monumentalidad está fuertemente acentuada por los elementos ornamentales prehispánicos, como las columnatas en forma de serpiente que enmarcan los accesos, las grecas toltecas corridas a todo lo largo de la fachada señalando los dos niveles, así como la remembranza de las bóvedas mayas en los vanos de la planta alta.
El conjunto se organiza axialmente de norte a sur y a partir del acceso central y la sucesión de un vestíbulo, un patio, el auditorio, otro patio y una proyectada alberca. En ambos lados de ese eje se desarrollan dos grandes crujías paralelas que se extienden hacia la calle para encerrar la plaza de acceso y que se ligan al cuerpo central con tres volúmenes cada una, los cuales forman a su vez sendos pares de patios intermedios.
Todas las circulaciones están techadas en forma de corredores que encierran los patios.

## Plantas
La planta alta no se concluyó y el auditorio constituye uno de los mejores ejemplos en Yucatán de integración arquitectónica al clima tropical, pues al estar abiertos tres de sus costados, el aire circula libremente, lo cual ventila y refresca perfectamente el amplio salón cubierto, que además de la sombra que produce su actual techumbre de estructura metálica abovedada y lámina galvanizada (originalmente fue de madera, a dos aguas y con lámina de zinc), se protege de la insolación directa por medio de dos amplios corredores de concreto sostenidos por columnas y extendidos a todo lo largo, de norte a sur, y como extensiones del corredor que envuelve el patio central.
En la planta alta, el auditorio cuenta con una amplia galería con gradas de madera y un barandal de herrería. La bocaescena, austera y mesurada, ofrece sin embargo un fino detalle de enmarcamiento que combina un corte diagonal del muro piñón, con motivos pictóricos de reminiscencia maya.
Actualmente, este edificio alberga las oficinas del Comité Directivo Estatal del PRI en Yucatán y del Partido Socialista del Sureste.